# Anders Haugen
Anders Olsen Haugen (ur. 24 października 1888 w Bø, zm. 14 kwietnia 1984 w Yucaipa) – norweski narciarz klasyczny, który reprezentował Stany Zjednoczone, brązowy medalista olimpijski.

## Kariera
Urodził się 24 października 1888 roku w Bø, w południowej Norwegii. W 1908 roku wraz z bratem Larsem wyemigrował do Stanów Zjednoczonych i zamieszkał w Dillon w stanie Kolorado.
W 1924 roku podczas I Zimowych Igrzysk Olimpijskich w Chamonix zajął czwarte miejsce w skokach narciarskich, zaraz za Norwegiem Thorleifem Haugiem. W 1974 roku norweski historyk Jacob Vaage przeglądając wyniki zawodów w skokach narciarskich z igrzysk olimpijskich z 1924 roku zauważył błąd. Andres Haugen prawidłowo otrzymał 17.916 punktów, natomiast ocena uzyskana przez Thorleifa Hauga powinna wynieść 17.821 pkt (a nie 18.000 pkt, jak to obliczono w 1924 roku). Powiadomiono o tym Międzynarodowy Komitet Olimpijski i 12 września 1974 roku podczas specjalnej ceremonii, która odbyła się w Oslo, Anders Haugen, mający wtedy 85 lat, otrzymał brązowy medal olimpijski z rąk Anny Marie Haug Magnussen, córki Thorleifa Hauga. Do dziś pozostaje jedynym skoczkiem narciarskim reprezentującym Stany Zjednoczone, który zdobył medal podczas igrzysk olimpijskich.
Podczas I Zimowych Igrzyskach Olimpijskich w Chamonix Andres Haugen zajął ponadto 33. miejsce w biegu na 18 km oraz 21. miejsce w kombinacji norweskiej. Cztery lata później, podczas II Zimowych Igrzysk Olimpjskich w Sankt Moritz był osiemnasty w skokach, zajął 43. miejsce w biegu na 18 km, a w kombinacji norweskiej zajął 25. miejsce.
Ponadto czterokrotnie zdobywał mistrzostwo Stanów Zjednoczonych w skokach narciarskich.
Zmarł w wieku 95 lat na niewydolność nerek spowodowaną rakiem prostaty.

## Osiągnięcia w skokach narciarskich

### Igrzyska olimpijskie
| Miejsce | Dzień     | Rok  | Miejscowość  | Konkurs                         | Wynik      | Strata     | Zwycięzca          |
| ------- | --------- | ---- | ------------ | ------------------------------- | ---------- | ---------- | ------------------ |
| 3.      | 4 lutego  | 1924 | Chamonix     | Skocznia normalna indywidualnie | 17.917 pkt | -1.043 pkt | Jacob Tullin Thams |
| 18.     | 18 lutego | 1928 | Sankt Moritz | Skocznia normalna indywidualnie | 15.291 pkt | -3.917 pkt | Alf Andersen       |

## Osiągnięcia w biegach narciarskich

### Igrzyska olimpijskie
| Miejsce | Dzień     | Rok  | Miejscowość  | Konkurencja             | Czas biegu  | Strata       | Zwycięzca            |
| ------- | --------- | ---- | ------------ | ----------------------- | ----------- | ------------ | -------------------- |
| 33.     | 2 lutego  | 1924 | Chamonix     | 18 km stylem klasycznym | 1:14:31.4 h | +40:32.8 min | Thorleif Haug        |
| 43.     | 17 lutego | 1928 | Sankt Moritz | 18 km stylem klasycznym | 1:37:01 h   | +53:29 min   | Johan Grøttumsbråten |

## Osiągnięcia w kombinacji norweskiej

### Igrzyska olimpijskie
| Miejsce | Dzień     | Rok  | Miejscowość  | Konkurencja   | Wynik     | Strata      | Zwycięzca            |
| ------- | --------- | ---- | ------------ | ------------- | --------- | ----------- | -------------------- |
| 21.     | 4 lutego  | 1924 | Chamonix     | Indywidualnie | 5.750 pkt | -13.156 pkt | Thorleif Haug        |
| 25.     | 18 lutego | 1928 | Sankt Moritz | Indywidualnie | 7.447 pkt | -10.386 pkt | Johan Grøttumsbråten |